# Educatie
Educatie (Latijn: educare, opvoeden, maar ook educere, wegleiden uit (onwetendheid)) is een overkoepelende term voor vorming, onderwijs en opvoeding binnen een schoolse omgeving (formele educatie) of daarbuiten (niet-formeel en informeel). Educatie betreft hierbij zowel onderwijsmethodes, leerprocessen als de overdracht van de verzamelde kennis, normen en waarden van een samenleving en haar componenten.

## Vormen
- Cultuureducatie
- Erfgoededucatie
- Gezondheidspromotie
- Natuur- en milieueducatie
- Verkeerseducatie